# Henry Tattam
Henry Tattam (1789-1868) – brytyjski orientalista, duchowny anglikański, przywiózł z Egiptu kilkaset rękopisów.
Urodził się 28 grudnia 1789 roku w Irlandii. Studiował na Trinity College w Dublinie, a następnie kontynuował studia w Getyndze i Lejdzie. W latach 1822–1849 był rektorem w Bedford, a w latach 1831-1849 także w Woolstone, a od roku 1849 aż do śmierci rektorem w Stanford Rivers.
Podczas podróży na Pustynię Nitryjską przywiózł do Wielkiej Brytanii kolekcję syryjskich rękopisów. Zostały one przekazane dla Brytyjskiego Muzeum. Przywiózł wtedy łącznie ponad 500 rękopisów (m.in. Kodeks Nitryjski). Wydawał dzieła w języku koptyjskim i arabskim.
Zmarł 8 stycznia 1868 roku w Stanford Rivers.

## Publikacje
- Helps to Devotion, 1825.
- Compendious Grammar of the Egyptian Language, 1830.
- Duodecim Prophetarum Minorum libros : in lingua Ægyptiaca vulgo Coptica seu Memphitica, 1836.
- A Defence of the Church of England Against the Attacks of a Roman Catholic Priest, 1843.
- The ancient Coptic version of the book of Job the just, 1846.
- The apostolical constitutions; or, Canons of the apostles, in Coptic, 1848.
- A compendious grammar of the Egyptian language as contained in the Coptic, Sahidic, and Bashmuric dialects : together with alphabets and numerals in the hieroglyphic and enchorial characters, 1863.